# Nebraska Montenegro
Kerly Nebraska León Gurumendi (Guayaquil, 1955), más conocida como Nebraska Montenegro, es una activista por los derechos LGBT ecuatoriana. Fue una de las activistas que participaron en 1997 en el proceso de la despenalización de la homosexualidad en Ecuador y la actual presidenta de la Fundación Nueva Coccinelle, formada por integrantes de la antigua Asociación Coccinelle.
Su activismo le ha granjeado reconocimientos como el Premio Patricio Brabomalo, que le fue otorgado por el municipio de Quito en 2023.

## Biografía

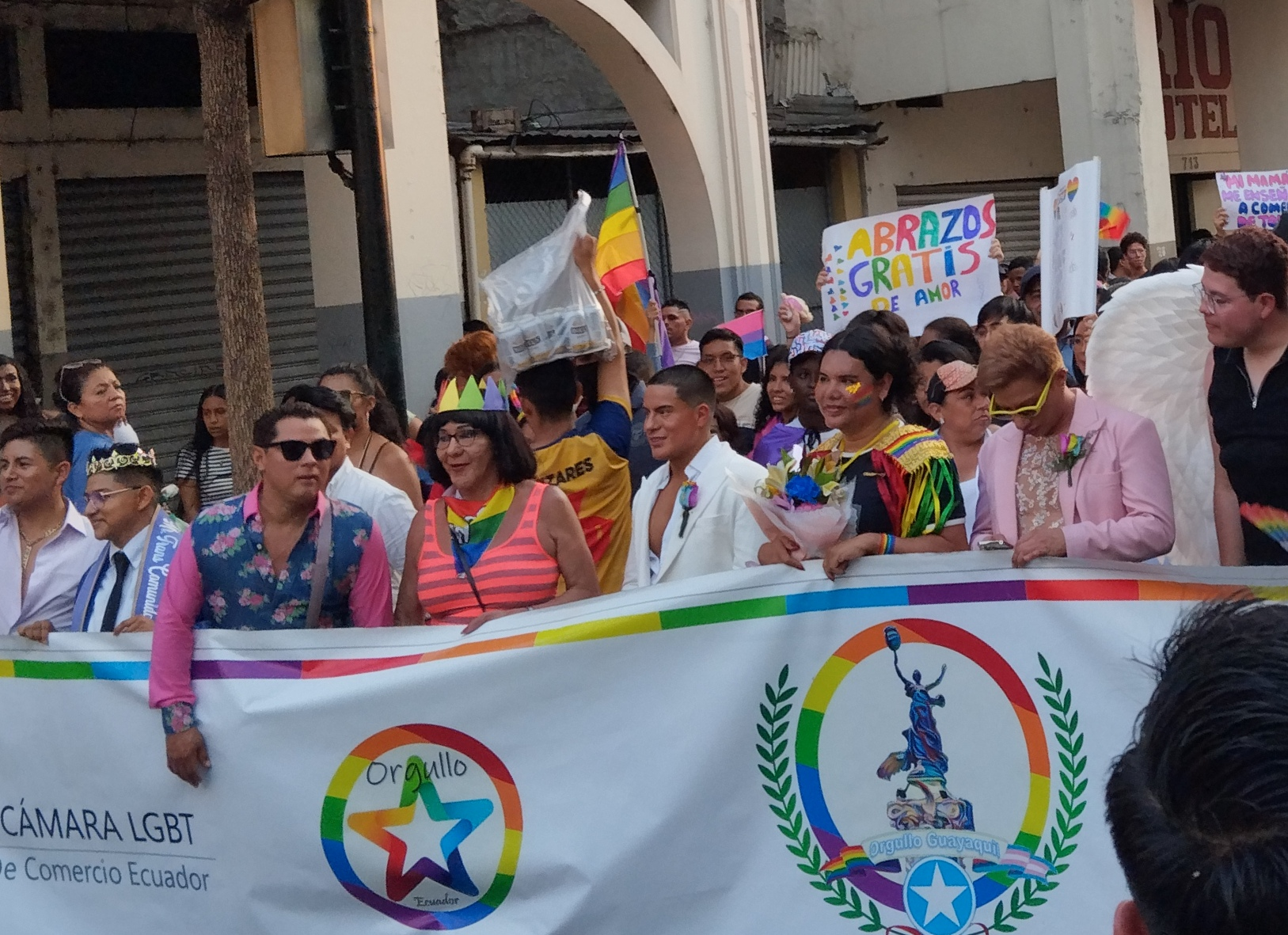
Nebraska Montenegro durante la edición de 2024 de la Marcha del Orgullo LGBT de Guayaquil.

Quedó huérfana a los 15 años, por lo que comenzó a trabajar, con la intención de poder completar sus estudios secundarios en el Colegio César Borja Lavayen. A los 20 años se mudó a Quito, donde se unió al grupo de mujeres transgénero que ejercían trabajo sexual en el Parque El Ejido.
Trabajó por varios años en el sector de La Mariscal, donde a partir de la década de 1980 las mujeres transgénero y personas travestis empezaron a sufrir persecuciones y abusos por parte de las autoridades. La propia Montenegro fue detenida varias veces por la policía, quienes le exigían dinero a cambio de no encerrarla en celdas con delicuentes peligrosos.
Tiempo después entró a estudiar peluquería en la Academia de Belleza Ecuador y se convirtió en pupila de Orlando Montoya, estilista colombiano y activista LGBT que creó algunas de las primeras organizaciones LGBT en la historia de Ecuador. Nebraska posteriormente abrió su propia peluquería.
En 1997 formó parte de la Asociación Coccinelle y, como integrante de la misma, fue parte de la lucha por lograr la despenalización de la homosexualidad en Ecuador, que hasta 1997 era considerada un delito con una pena de hasta ocho años. La campaña tuvo éxito y el 25 de noviembre de 1997, el Tribunal Constitucional declaró inconstitucional esta ley, con lo que despenalizó la homosexualidad.
En 2019, Montenegro y otras sobrevivientes de Coccinelle se unieron para formar la fundación Nueva Coccinnelle, con Montenegro como presidenta de la misma. La organización presentó una demanda contra el Estado ecuatoriano por crímenes de lesa humanidad el 17 de mayo del mismo año, en el marco del Día Internacional contra la Homofobia y Transfobia, por los abusos cometidos por la policía contra las personas LGBT entre 1980 y 2000. Montenegro fue una de las principales proponentes de la demanda, con el objetivo de alcanzar justicia y ayudar a rescatar la memoria histórica de las personas LGBT abusadas. Sin embargo, hasta junio de 2023 la denuncia no había progresado.
El 27 de noviembre de 2023, el alcalde de Quito, Pabel Muñoz, le otorgó la Condecoración Patricio Brabomalo por su trabajo a favor de los derechos de las personas LGBT de la ciudad. Durante la celebración por el reconocimiento, Montenegro exigió a las autoridades ayuda para las personas transgénero de la tercera edad y la creación de una casa de acogida para ellas.